# Nestor De Tièreprijs
De Nestor De Tièreprijs is een literatuurprijs die van 1930 tot 2002 tweejaarlijks werd toegekend aan een oorspronkelijk Nederlandstalig toneelstuk dat in de voorafgaande twee jaar is geschreven. De prijs van 500 euro (voorheen 2000 Belgische frank) wordt toegekend door de Koninklijke Academie voor Nederlandse Taal- en Letterkunde in Gent. In 2003 werden de prijzen van KANTL gereorganiseerd en werden nieuwe vijfjaarlijkse prijzen toegekend.

## Gelauwerden
- 2002 - Joris Denoo voor Dode adder
- 2000 - Hendrikjan voor Koek en ei en negen maanden
- 1998 - Eric De Volder voor Polderkoorts
- 1996 - Koen Vermeiren voor Herr Ludwig
- 1992 - Gaston Van der Gucht voor De traktor
- 1986 - Achilles Gautier voor De kikker heeft zes poten
- 1984 - Gaston Gheuens voor Een familie van deze tijd
- 1980 - Rudy Geldhof voor Winnaars en verliezers
- 1978 - Fernand Handtpoorter voor De Vlaamse gaai is een bandiet
- 1976 - Albert Van Hoeck voor De zaak
- 1970 - Pierre Van Rompaey voor De staat zijn wij
- 1966 - Astère M. Dhondt voor De ceremonie
- 1964 - Marc Van Cauteren voor Diagonaal
- 1960 - Jozef Van Hoeck voor zijn gezamenlijk werk
- 1958 - Robert Van Passen voor De matroos
- 1956 - Achilles Mussche voor Christoffel Marlowe
- 1954 - Marcel Coole voor Dit moeilijke leven
- 1952 - Joris Blondiau voor Het Voorgeborchte der Eeuwigheid
- 1944 - Jan Peeters voor Het ganzenhoedstertje, Domme Hans
- 1942 - Jos Janssen voor Hendrickje Stoffels
- 1934 - Raymond Brulez voor De schone slaapster